# Invasori dall'altro mondo
Invasori dall'altro mondo (Invasion of the Saucer Men) è un film di fantascienza statunitense del 1957 diretto da Edward L. Cahn, basato sul racconto The Cosmic Frame di Paul W. Fairman, che ispirò anche il film The Eye Creatures del 1965.

## Trama
Tutto inizia con un libro ed una scritta che la storia è "vera". - Film più che di fantascienza; comico, satirico, autoironico, un po' giallo.
Tutto inizia con due giovani seduti in un bar d'una cittadina Statunitense, però potrebbe essere ovunque nel Mondo. Poi (spoiler) dei ragazzi investono un alieno, in realtà un invasore spaziale e dopo mille peripezzie si scopre che gli alieni iniettano alcolici e la luce è il Loro punto debole.

## Accoglienza

### Critica
Fantafilm scrive che si tratta di un film "dedicato ai teen-agers" che "non gode di molto credito neppure presso i nostalgici della fantascienza di serie B degli anni '50, e viene per lo più citato con divertito riferimento alle maschere degli alieni."

## Citazioni e riferimenti
Gli alieni, il cui makeup è opera di Paul Blaisbell, hanno ispirato le figurine della Topps Mars Attacks!, che a loro volta hanno ispirato gli alieni del film omonimo di Tim Burton.